# Fallen Angel
Fallen Angel är det tolfte studioalbumet av brittiska rockbandet Uriah Heep, inspelat april-augusti 1978 och utgivet samma år.
Jämfört med föregångaren Innocent Victim är Fallen Angel ännu mer kommersiellt inriktad. Framför allt är hårdrocken helt avskalad till förmån för funk, pop och till och med lite discoinfluerade rytmer. Fallen Angel kom på plats #186 på den amerikanska albumlistan men i Tyskland var bandet populärare än någonsin. "Come Back To Me" är Lee Kerslakes reaktion på det dåliga förhållandet han hade till sin dåvarande hustru vid den här tiden.

## Låtlista
1. "Woman of The Night" (Box, Lawton, Kerslake) – 4:07
2. "Falling in Love" (Hensley) – 2:59
3. "One More Night (Last Farewell)" (Hensley) – 3:35
4. "Put Your Lovin' on Me" (Lawton) – 4:08
5. "Come Back to Me" (Kerslake, Hensley) – 4:22
6. "Whad'ya Say" (Hensley) – 3:41
7. "Save It" (Bolder, Pete McDonald) – 3:33
8. "Love or Nothing" (Hensley) – 3:02
9. "I'm Alive" (Lawton) – 4:18
10. "Fallen Angel" (Hensley) – 4:51

Fallen Angel blev remastrad och återutgiven 1997 med bonusspår:
1. "Cheater" (Hensley) – 4:04
  - B-sida till singeln "Come Back to Me".
2. "Gimme Love (Struttin')" (Box, Bolder, Kerslake, Lawton) – 3:16
  - Låten hade ursprungligen titeln "Struttin'" men bytte namn till "Gimme Love" och användes som as B-sida till singeln "Love Or Nothing".
3. "A Right To Live" (Lawton) – 3:37
  - Tidigare outgiven låt ämnad som B-sida till singel som aldrig släpptes.
4. "Been Hurt" (originalversion) (Hensley) – 5:05
  - Tidigare outgiven låt som senare ominspelades och gavs ut på följande album Conquest.

## Medlemmar
- John Lawton - sångare
- Ken Hensley - organist, piano, gitarr och sång
- Mick Box - gitarr och sång
- Trevor Bolder - bas
- Lee Kerslake - trummor
- Chris Mercer - saxofon